# Shunka Warakin
Lo Shunka Warakin è un criptide e una creatura leggendario appartenente al folclore dell'America del Nord. Associato al Parco nazionale dei ghiacciai, nello stato del Montana, è una creatura misteriosa, che si suppone abiti nelle aree remote e impervie del parco.

## Descrizione
Coloro che affermano di averlo avvistato descrivono lo Shunka Waerakin come una creatura con un corpo di un lupo, una pelliccia scura, spalle alte, una schiena che scendeva verso il basso come quella di una iena e con potenti mascelle. Lo Shunka Warakin si dice che attacchi e uccida gli animali domestici, soprattutto cani e bovini. Secondo le testimonianze, ha un'andatura strana e riproduce suoni che non sono tipici dei lupi o dei cani. Le tribù dei nativi americani locali raccontano da tempo storie di incontri con lo Shunka Warakin: lo descrivono come un predatore feroce ed elusivo, che attacca nel cuore della notte, lasciando dietro di sé solo le sue tracce distintive e i resti delle sue prede.
Nel corso degli anni contadini ed esploratori hanno riferito di aver incontrato lo Shunka Warakin: di solito si tratta di una creatura più grande e più potente di un lupo, che possiede qualità strane che non corrispondono a nessuna specie conosciuta

## Avvistamenti

### Prima del 1900
Gli Ioway e molte altre tribù indigene dei nativi americani della regione chiamavano la creatura Shunka Warakin, che significa "rubare i cani", perché spesso si intrufolava negli accampamenti degli indigeni di notte per rubare i loro cani.
I primi avvistamenti documentati dello Shunka Warakin da parte dei coloni bianchi iniziarono nel 1880, quando i membri della famiglia Hutchins si stabilirono nella Madison River Valley, nella parte inferiore del Montana. Non molto tempo dopo che gli Hutchins si stabilirono nella zona, loro, insieme a molti altri locali, iniziarono a incontrare uno strano animale simile a un lupo. Nel suo libro, Trails to Nature's Mysteries: The Life of a Working Naturalist, pubblicato nel 1997, Ross Hutchins scrisse la seguente descrizione di alcuni incontri che suo nonno ebbe con lo Shunka Warakin.

### Ringdocus
Ringdocus è il nome dato a un animale non identificato ucciso da Israel Hutchins, un colono mormone del Montana nel 1886. Hutchins lo fece impagliare da un certo Joseph Sherwood, che lo espose nel suo negozio di alimentari vicino a Henry's Lake, Idaho, fino agli anni '80, quando scomparve misteriosamente. Non è mai stato condotto un test del DNA sull'animale.
Nel 2007, Jack Kirby, nipote dell'uomo che sparò all'animale, lo rintracciò all'Idaho Museum of Natural History di Pocatello. L'esemplare fu esposto al Madison Valley History Museum quando riaprì nel maggio 2007.

### Post-Ringdocus
Per molti anni la storia di Hutchins è stata praticamente dimenticata, finché il criptozoologo Mark A. Hall non ha scoperto la storia di una creatura o di un gruppo di creature simili agli Shunka Warakin avvistati in Nebraska, Iowa, Alberta e Illinois.
Nel 1995, in seguito alla scoperta di Mark A. Hall, Lance Foster, un indiano dell'Ioway, raccontò al famoso criptozoologo Loren Coleman di una creatura che lui e la sua tribù chiamavano Shunka Warakin, che assomigliava a una iena e che piangeva come una persona quando veniva uccisa. Foster, che aveva sentito parlare della carcassa del ringdocus impagliato, ipotizzò che potesse essere un esemplare di Shunka Warakin, che conosceva per le sue esperienze personali e quelle dei parenti nel Montana e nell'Idaho.
Nel dicembre 2005 uno strano animale simile a un lupo iniziò a uccidere bestiame nelle contee di McCone, Garfield e Dawson del Montana. Entro ottobre 2006 l'animale, ora noto come The Creature of McCone County, aveva ucciso più di 120 diverse specie di bestiame ed era apparso in diversi articoli di giornale, tra cui uno nel numero di maggio 2006 di USA Today. Il 2 novembre 2006 il Montana Wildlife Service sparò e uccise una creatura che potrebbe essere stata responsabile di queste uccisioni.
Originariamente ritenuto un lupo, l'animale che è stato colpito mostrava caratteristiche che non erano comuni a nessuna specie di lupo conosciuta nella zona. L'animale che è stato ucciso sembrava avere una pelliccia arancione, rossa e gialla, mentre i lupi che vivono nella zona sono di colore grigio, nero e marrone. Il tessuto muscolare è stato inviato all'Università della California di Los Angeles, dove sono stati prelevati campioni di DNA nel tentativo di confrontarlo con il lupo delle Montagne Rocciose settentrionali. La carcassa è stata inviata al National Fish and Wildlife Forensics Laboratory di Ashland, Oregon, per uno studio genetico, tuttavia al momento non è stato possibile trovare alcuna traccia dei risultati di questi studi.